# Hoesung Lee

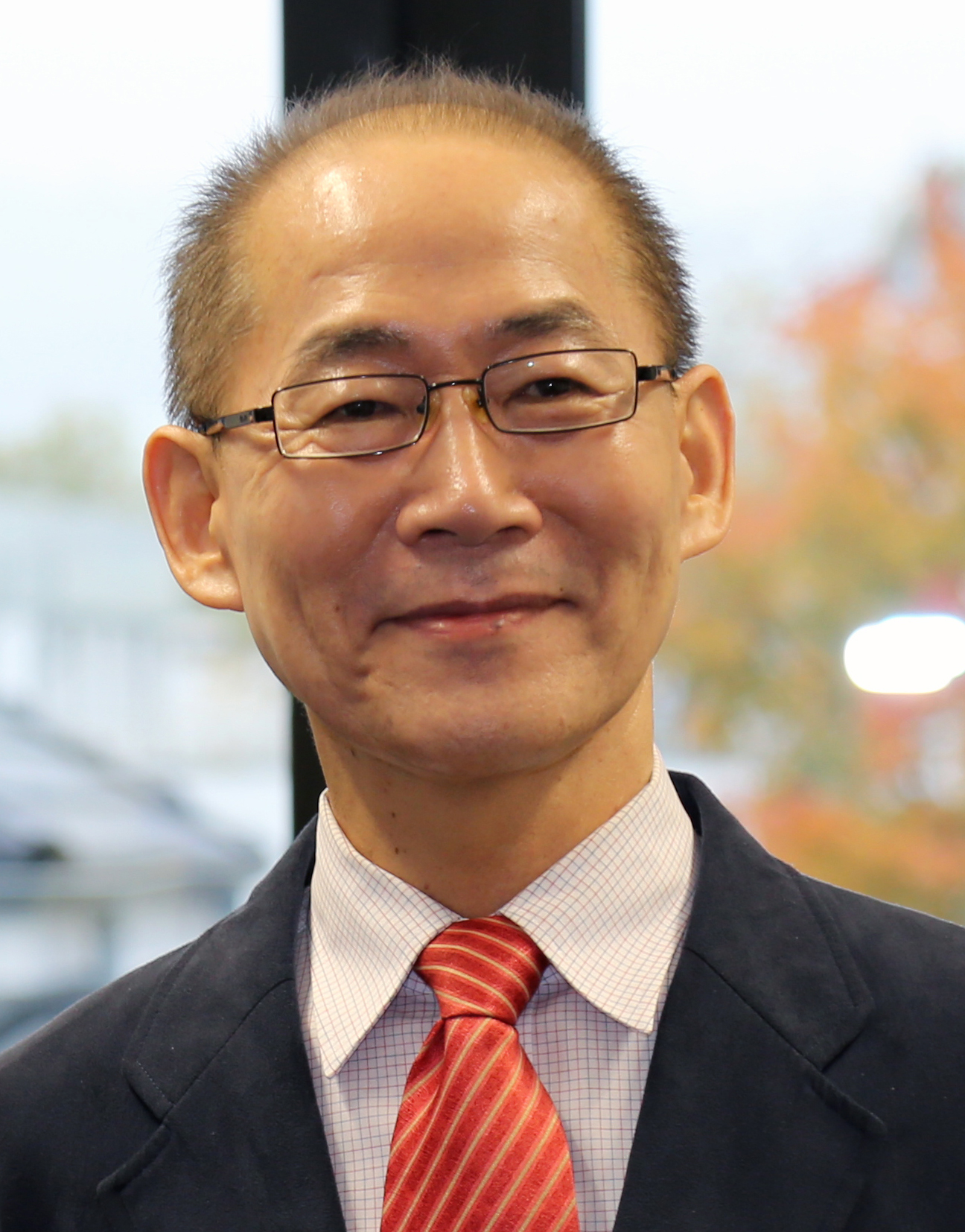
Hoesung Lee, przewodniczący IPCC

Hoesung Lee (ur. 31 grudnia 1945) – południowokoreański ekonomista i aktualny przewodniczący Międzyrządowego Panelu ds. Zmian Klimatu. 

## Życiorys
Lee jest profesorem ekonomii specjalizującym się w zagadnieniach zmiany klimatu, energetyki i zrównoważonego rozwoju w Wyższej Szkole Energii, Środowiska, Polityki i Techniki przy Korea University w Korei. 
Uzyskał tytuł licencjata z ekonomii na Narodowym Uniwersytecie Seulskim oraz doktora ekonomii na Uniwersytecie Rutgersa. Karierę zawodową rozpoczął pracując w ExxonMobil. 
6 października 2015 został wybrany przewodniczącym Międzyrządowego Panelu ds. Zmian Klimatu, w którego pracach brał wcześniej udział, m.in. jako współprzewodniczący III grupy roboczej (zajmującej się społecznymi i ekonomicznymi zagadnieniami, związanymi ze zmianą klimatu) podczas przygotowywania drugiego raportu podsumowującego.   